# Jacques Rancière

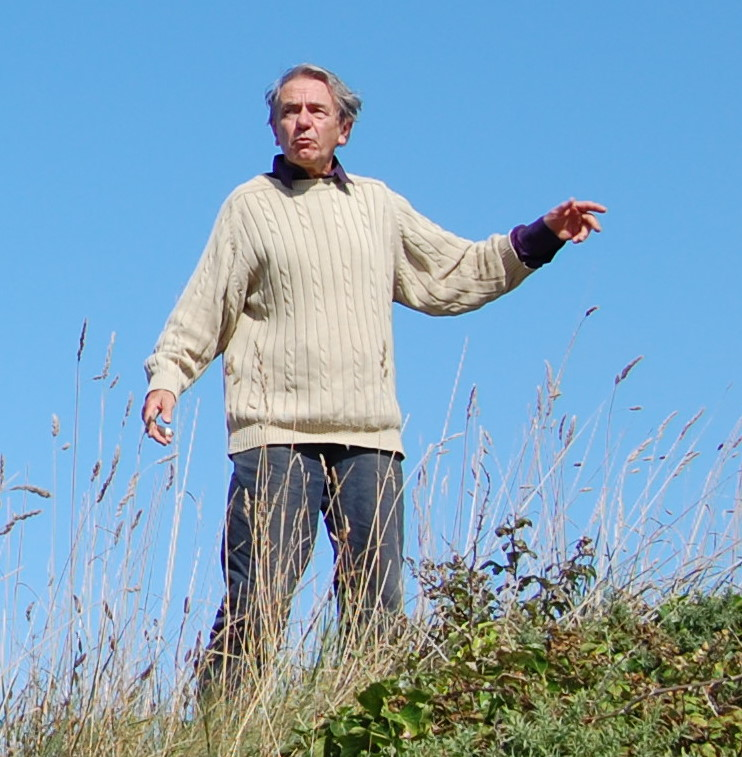
Jacques Rancière

Jacques Rancière (* 10. června 1940 Alžír) je francouzský marxistický filozof narozený v Alžírsku. Byl žákem Louise Althussera, dokonce i spoluautorem jeho známé knihy Lire le Capital, roku 1968 ho však kvůli sporu o interpretaci Pařížského května zavrhl. Je emeritním profesorem na Univerzitě Paříž VIII v Saint-Denis. K jeho velkým tématům patří vztah politiky a filozofie, Marxův koncept proletariátu, koncept rovnosti, zajímají ho ovšem i otázky pedagogiky či estetiky, zejména filmové.

### České překlady
- Neshoda. Politika a filosofie, Praha, Svoboda Servis 2011.